# Alfonz gandiai herceg
Alfonz gandiai herceg (1358 után – 1425. november 29.), Gandia hercege, emellett aragóniai herceg is. A Barcelonai-ház aragón ágának gandiai mellékágából származik.

## Élete
Édesapja Alfonz, szintén Gandia hercege volt, aki Péter aragón herceg és Foix Johanna fia, Aragóniai Eleonóra ciprusi királyné és régens unokaöccse.
Édesanyja Violante Eiximenis d'Arenos, aki Gonzalo Diez Eiximenis d'Arenos báró és Maria Cornell leánya.
Alfonz szüleinek négy fia volt, ezek közül Alfonz volt a harmadik.
Testvérei közül János a legidősebb gyermekként meghalt, Jakab anyja után örökölte Arenos báróságát, míg Péter a legidősebb Villena ura lett.
Alfonz először 1393. január 20-án házasodott meg Tudelában. Választottja Mária (1355–1420 után) navarrai hercegnő volt, azonban több mint két és fél évtizedes házasságuk a források szerint gyermektelen maradt.
Másodjára egy aragóniai nemesasszonyt Aldonza Marchot vette feleségül.
Amikor 1410 őszén meghalt I. Márton aragón és szicíliai király, vele meghalt a Barcelonai-ház királyi ágának utolsó törvényes férfi tagja. Ekkor öt jelölt jelentette be igényét a trónra, köztük volt Alfonz, Aragóniai Frigyes, az elhunyt király törvényesített unokája, II. Jakab urgelli gróf, illetve Ferdinánd kasztíliai infáns. Végül a két évig tartó trónharcból Ferdinánd került ki győztesen.
Bár mindkét házassága gyermektelen maradt, mégis maradtak utódai, hiszen volt egy törvénytelen fia Jakab, akitől maradtak leszármazottai.